# Numeració xinesa
Avui dia, els parlants del xinès utilitzen tres sistemes numerals: la numeració àrab mundialment usada, els numerals en forma de text, i la numeració de Suzhou o sistema huāmǎ, que ha estat gradualment suplantada per l'àrab en escriure nombres.
A finals del segle xix el sistema de comptabilitat emprat era el d'una columna i no hi havia llibres d'ensenyament comptable, i amb el desenvolupament del comerç exterior i la indústria, tant el sistema comptable com el sistema de numeració es van mostrar ineficaços, implantant-se progressivament el sistema de comptabilitat de dues columnes i la numeració àrab. Actualment, el sistema huāmǎ és l'única variació supervivent del sistema numèric de canyes i es fa servir exclusivament en mercats xinesos, com Hong Kong. El sistema d'escriptura per caràcters encara s'utilitza quan s'escriuen nombres en lletra (com en xecs), ja que la seva complexitat dificulta la falsificació.